# Ryuchell
Ryuji Higa, (比嘉 龍二, Higa Ryūji, Ginowan, 29 de setembro de 1995 – Shibuya, 12 de julho de 2023) popular pelo nome Ryuchell, (りゅうちぇる, Ryūcheru) foi uma personalidade japonesa de televisão e redes sociais, modelo e ativista que realizava canto.

## Imagem pública
Ryuchell originalmente escrevia seu nome em hiragana (りゅうちぇる), mas começou a usar a versão romanizada após começar a cantar. Ryuchell foi uma das figuras mais influentes para a subcultura de moda genderless no Japão, devido à sua preferência por roupas andróginas e coloridas.
Ryuchell eventualmente virou uma figura LGBT preeminente na grande mídia japonesa, fazendo aparições regulares em programas de variedades e em eventos de temática LGBT no Japão. À medida que sua popularidade crescia, mais recebia inúmeros assédios, que principalmente criticavam a vida pessoal e a inconformidade de gênero de Ryuchell.

## Vida pessoal
Ryuchell nasceu em Ginowan, Okinawa, em 29 de setembro de 1995. A irmã mais velha de Ryuchell foi a cantora Chiharu Higa. Ryuchell também frequentou a mesma escola secundária que que Sho Yonashiro, membro de JO1.
Em 31 de dezembro de 2016, Ryuchell casou-se com a modelo e personalidade japonesa de redes sociais Peco. Em julho de 2018, anunciaram o nascimento de seu filho, chamado Link em homenagem a Link Larkin de Hairspray.
Em 25 de agosto de 2022, Ryuchell anunciou, através do Instagram que não se identificava mais como um marido – uma identidade que sentia ter sido um incômodo durante seu casamento com Peco. Ryuchell declarou que preferia ser um "parceiro de vida" e "pai" de Peco e seu filho. As agências de Ryuchell e Peco confirmaram que os dois se divorciaram, mas inicialmente negaram que o casal estivesse a viver separado.
Ryuchell e Peco discutiram seu casamento e a orientação sexual de Ryuchell em uma entrevista em setembro de 2022 para a revista japonesa Very. "Poder me apaixonar por uma mulher me permitiu imaginar uma vida completamente diferente daquela que eu pensei que teria e me ensinou alegrias que nunca soube que existiam," explicou Ryuchell à revista. "Ao longo do caminho, comecei a ter dificuldades com o conceito de ser o 'homem ideal' e o 'marido ideal' e com quem eu realmente era. Quando me casei, decidi levar a verdade sobre a minha sexualidade para o túmulo."
Nos meses seguindo o divórcio, Ryuchell tornou-se vocal apoiante da comunidade LGBT e fez várias aparições em talk shows japoneses defendendo os direitos LGBT no Japão. Também organizava a Tokyo Rainbow Pride desde 2018. Nos meses finais de vida, Ryuchell começou a apresentar-se de forma feminina – mas, apesar de segurar a bandeira trans e fazer discursos à favor de indivíduos transgênero, Ryuchell nunca declarou publicamente que se identificava como transgênero. 

## Morte
Em 12 de julho de 2023, o corpo de Ryuchell foi encontrado inconsciente no escritório de seu empresário, localizado no bairro de Sasazuka, em Shibuya. Foi declarada a morte de Ryuchell em seguida. De acordo com a Polícia Metropolitana de Tóquio, acredita-se que a causa de morte tenha sido suicídio. Ryuchell tinha 27 anos.

## Filmografia

### Filme
| Ano  | Título                                                   | Papel          | Notas |
| ---- | -------------------------------------------------------- | -------------- | ----- |
| 2019 | Crayon Shin-chan: Honeymoon Hurricane ~The Lost Hiroshi~ | Própria pessoa | voz   |

### Séries de televisão
| Título                                  | Rede    | Notas                    |
| --------------------------------------- | ------- | ------------------------ |
| Peke Pon                                | Fuji TV | Aparições semi-regulares |
| Yasashī Hitonara Tokeru Quiz Yasashī ne | Fuji TV | Aparições semi-regulares |

### Palco
| Ano  | Título       | Notas |
| ---- | ------------ | ----- |
| 2015 | Arikanashika |       |

## Discografia

### Álbuns
| Título          | Detalhes | Topo | Vendas       |
| Título          | Detalhes | JPN  | Vendas       |
| --------------- | --- | ---- | ------------ |
| Super Candy Boy | - Lançado: 10 de abril de 2019 - Gravadora: Universal Music - Formato: CD, download digital Listagem de faixas 1. Super Candy Boy 2. Hands Up!! If You're Awesome 3. Ima Sugu Kiss Me 4. Link 5. Diversity Guys 6. Beautiful Dreamer 7. You Are My Love | 45   | - JPN: 1,146 |